# François-Xavier Fabre

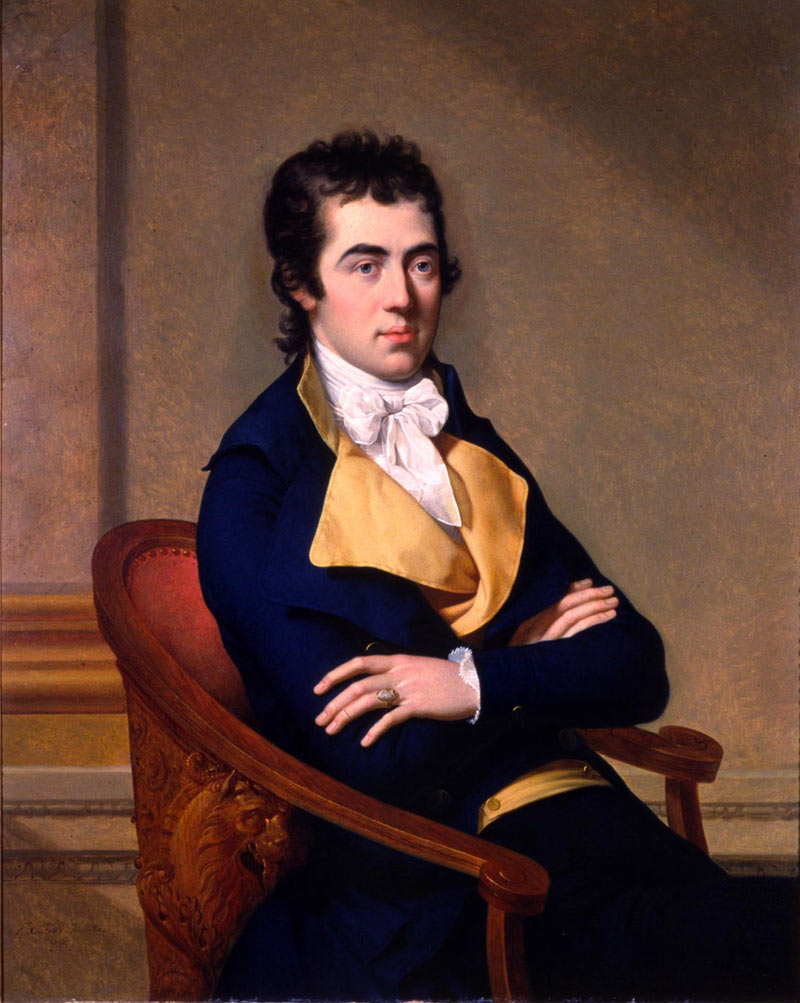
Portret van Henry Vassall-Fox (1795), door François-Xavier Fabre

Baron François-Xavier Fabre (Montpellier, 1 april 1766 – aldaar, 16 maart 1837) was een Franse kunstschilder van historische onderwerpen.
Fabre was leerling van Jacques-Louis David en won de Prix de Rome in 1787. Tijdens de Franse Revolutie woonde hij in Florence waar hij docent werd aan de Florentijnse Academie. Hij maakte diverse vrienden in Italië, waaronder de toneelschrijver Vittorio Alfieri. Met diens weduwe, prinses Louise van Stolberg-Gedern, gravin van Albany, zou hij in het geheim zijn getrouwd. Na Louises dood in 1824 erfde hij haar fortuin, waarmee hij een kunstacademie oprichtte in zijn geboortestad. De rest van het geld schonk hij aan het stadsbestuur om er het Musée Fabre te openen. Fabre was tot aan zijn dood de eerste voorzitter van de kunstacademie en het museum. Na zijn dood liet hij zijn kunstcollectie na aan de stad, welke de basis zou vormen voor het museum.
- Biblioteca Nacional de España: XX1525984
- Bibliothèque nationale de France: cb12203418p (data)
- Catàleg d'autoritats de noms i títols de Catalunya: 981058518310306706
- Gemeinsame Normdatei: 123338638
- International Standard Name Identifier: 0000 0001 0830 1877
- KulturNav: 27b1f5e3-c1fa-410c-b09f-94a21f32effe
- Library of Congress Control Number: n88299616
- Base Léonore: LH//919/54
- Nationale Bibliotheek van Israël: 987007460459205171
- Nederlandse Thesaurus van Auteursnamen: 288846257
- RKD-Nederlands Instituut voor Kunstgeschiedenis: 27116
- SNAC: w6057v7p
- Système universitaire de documentation: 030662338
- Union List of Artist Names: 500026521
- Virtual International Authority File: 15041878
- WorldCat: E39PBJmhMG9CFq8FMKQ9RCdqQq